# Принчипесса Мария (гидроавиатранспорт)
«Принчипесса Мария» — грузо-пассажирский пароход и гидрокрейсер Черноморского флота России, переданный в 1905 году в аренду Российской империи правительством Румынии. Один из пяти грузо-пассажирских пароходов (вместе с «Дакией», «Румынией», «Императором Траяном» и «Королём Карлом»), переоборудованный для ведения боевых действий на Чёрном море.

## История
В состав Черноморского флота Российской империи входили около 200 торговых судов, которые можно было переоборудовать в случае войны. Их использовали как транспортные средства, плавучие госпитали и плавучие военно-морские базы. Построенный в 1905 году пароход «Принчипесса Мария» был отправлен Румынией в помощь России ещё с четырьмя грузо-пассажирскими пароходами. Их изначально использовали как посыльные или почтовые корабли. В 1916 году руководство флота переоборудовало корабли в гидрокрейсеры для ведения боевых действий против немецкого и турецкого флотов. «Принчипесса Мария» обеспечивала авиационную морскую разведку и сбор информации против вражеского флота.
8 мая 1917 года на гидрокрейсере «Принцесса Мария» доставили в город к Графской пристани эксгумированные останки участников Севастопольского восстания 1905 года на крейсере «Очаков» П. П. Шмидта, Н. Г Антоненко, А. И. Гладкова и С. П. Частника, расстрелянных на острове Березани 19 марта 1906 года.

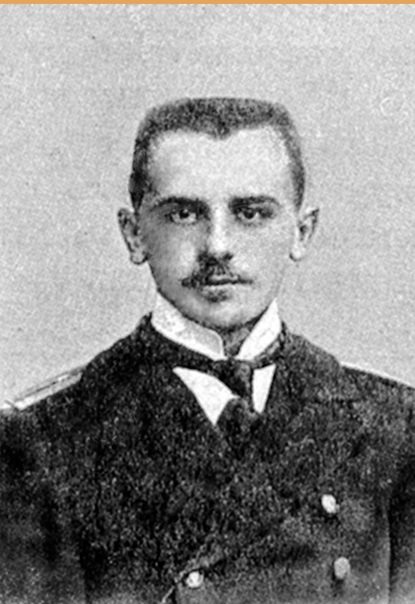
Вахтин Б. В.

Капитан корабля, капитан 2-го ранга Вахтин Борис Васильевич был бессудно убит матросами в Севастопольской тюрьме 23 февраля 1918 года во время красного террора в Севастополе.
После Февральской революции и развала флота гидрокрейсер под тем же названием «Принчипесса Мария» был захвачен сторонниками УНР и затем вошёл во флот Украинской Державы, однако де-факто он был арестован и находился в ведении германской армии. Все пять гидрокрейсеров, бывших грузо-пассажирских кораблей, были возвращены Румынии в конце 1918 — начале 1919 годов.